# Јулија Ливија
Јулија Ливија (лат. Iulia Livia; 7 − 43) била је ћерка Друза Јулија Цезара и Ливиле, као и унука римског цара Тиберија. Била је рођака цара Калигуле и нећака цара Клаудија.

## Биографија

### Детињство
Јулија је рођена у каснијим годинама владавине свог усвојитељског прадеде, цара Августа, као ћерка Друза Јулија Цезара (унука Августове супруге Ливије Друзиле преко њеног сина Тиберија) и Ливиле (унуке Ливије Друзиле преко њеног сина Нерона Клаудија Друза, и Марка Антонија преко његове ћерке Антоније Млађе). У време Августове смрти 14. године нове ере, Јулија, тада дете, разболела се. Пре него што је умро, остарели цар је питао своју супругу Ливију да ли се Јулија опоравила.

### Бракови
Након Августове смрти, Јулијин деда по оцу, Тиберије, наследио га је као други римски цар. Током владавине свог деде, када је имала око 16 година, Јулија се удала за свог рођака Нерона Цезара (сина Германика и Агрипине Старије). Чини се да брак није био срећан и постао је жртва интрига Сејана, злогласног заповедника Преторијанске гарде, који је злоупотребио свој близак однос са Јулијином мајком Ливилом како би сковао завере против Германикове породице. Према речима Тацита:
„Било да је млади принц говорио или ћутао, и тишина и реч биле су подједнако злочин. Свака ноћ доносила је немир, јер су његове бесане ноћи, снови и уздаси били откривени од стране његове жене њеној мајци Ливији [тј. Ливили], а од Ливије Сејану.”
Касније, 29. године, због Сејанових интрига и на Тиберијевог инсистирања, Нерон и Агрипина су оптужени за издају. Римски сенат је прогласио Нерона за јавног непријатеља и он је одведен у оковима у затвореној носиљци. Заточен је на острву Понца. Наредне године је погубљен или приморан на самоубиство. Касије Дион наводи да је Јулија тада била верена за Сејана, али овај навод изгледа да противречи Тациту, чији је ауторитет пожељније прихватити. Сејан је осуђен и погубљен по наређењу Тиберија 18. октобра 31. године. Његова љубавница, Јулијина мајка Ливила, умрла је отприлике у исто време (вероватно је умрла од глади по налогу своје мајке, Јулијине баке Антоније, или је извршила самоубиство).
Године 33, Јулија се удала за Гаја Рубелија Бланда, човека еквитског порекла. Иако је Бланд био суфектни конзул 18. године, овај брак је сматран катастрофом; Тацит га наводи у списку „многих несрећа које су ожалостиле Рим”, где су углавном били забележени смртни случајеви утицајних особа. Имали су најмање једно дете, Рубелија Плаута. Јувенал у Осмој сатири (8.39) наговештава још једног сина, такође са именом Гај Рубелије Бланд, а један натпис имплицира да је Јулија вероватно била мајка Рубелија Друза, детета које је умрло пре треће године живота. Јулија је такође имала ћерку или пасторку Рубелију Басу, која се удала за ујака будућег римског цара Нерве.
Око 43. године, један агент царице Валерије Месалине, супруге цара Клаудија, лажно је оптужио Јулију за инцест и неморал. Месалина ју је сматрала претњом за престо, заједно са њеним сином. Њен ујак, цар Клаудије, без икакве одбране за своју нећаку, наредио је њено погубљење мачем. Могуће је да је она предосетила погубљење и сама себи одузела живот. Њена далека рођака Помпонија Грецина оплакивала ју је 40 година, у отвореном пркосу цару, али је остала некажњена. Јулија је погубљена отприлике у исто време када и њена рођака Јулија Ливила, Германикова ћерка и сестра бившег цара Калигуле.

## Породично стабло
|  |                                   |  |  |  |  |  |  |  |  |  |  |  |  |  |  |  |
|  | 8. (=12.) Тиберије Клаудије Нерон |  |  |  |  |  |  |  |  |  |  |  |  |  |  |  |
|  |                                   |  |  |  |  |  |  |  |  |  |  |  |  |  |  |  |
|  |                                   |  |  |  |  |  |  |  |  |  |  |  |  |  |  |  |
|  | 4. Тиберије                       |  |  |  |  |  |  |  |  |  |  |  |  |  |  |  |
|  |                                   |  |  |  |  |  |  |  |  |  |  |  |  |  |  |  |
|  |                                   |  |  |  |  |  |  |  |  |  |  |  |  |  |  |  |
|  | 9. (=13.) Ливија Друзила          |  |  |  |  |  |  |  |  |  |  |  |  |  |  |  |
|  |                                   |  |  |  |  |  |  |  |  |  |  |  |  |  |  |  |
|  |                                   |  |  |  |  |  |  |  |  |  |  |  |  |  |  |  |
|  | 2. Друз Јулије Цезар              |  |  |  |  |  |  |  |  |  |  |  |  |  |  |  |
|  |                                   |  |  |  |  |  |  |  |  |  |  |  |  |  |  |  |
|  |                                   |  |  |  |  |  |  |  |  |  |  |  |  |  |  |  |
|  | 10. Марко Випсаније Агрипа        |  |  |  |  |  |  |  |  |  |  |  |  |  |  |  |
|  |                                   |  |  |  |  |  |  |  |  |  |  |  |  |  |  |  |
|  |                                   |  |  |  |  |  |  |  |  |  |  |  |  |  |  |  |
|  | 5. Випсанија Агрипина             |  |  |  |  |  |  |  |  |  |  |  |  |  |  |  |
|  |                                   |  |  |  |  |  |  |  |  |  |  |  |  |  |  |  |
|  |                                   |  |  |  |  |  |  |  |  |  |  |  |  |  |  |  |
|  | 11. Цецилија Атика                |  |  |  |  |  |  |  |  |  |  |  |  |  |  |  |
|  |                                   |  |  |  |  |  |  |  |  |  |  |  |  |  |  |  |
|  |                                   |  |  |  |  |  |  |  |  |  |  |  |  |  |  |  |
|  | 1. Јулија Ливија                  |  |  |  |  |  |  |  |  |  |  |  |  |  |  |  |
|  |                                   |  |  |  |  |  |  |  |  |  |  |  |  |  |  |  |
|  |                                   |  |  |  |  |  |  |  |  |  |  |  |  |  |  |  |
|  | 12. (=8.) Тиберије Клаудије Нерон |  |  |  |  |  |  |  |  |  |  |  |  |  |  |  |
|  |                                   |  |  |  |  |  |  |  |  |  |  |  |  |  |  |  |
|  |                                   |  |  |  |  |  |  |  |  |  |  |  |  |  |  |  |
|  | 6. Нерон Клаудије Друз            |  |  |  |  |  |  |  |  |  |  |  |  |  |  |  |
|  |                                   |  |  |  |  |  |  |  |  |  |  |  |  |  |  |  |
|  |                                   |  |  |  |  |  |  |  |  |  |  |  |  |  |  |  |
|  | 13. (=9.) Ливија Друзила          |  |  |  |  |  |  |  |  |  |  |  |  |  |  |  |
|  |                                   |  |  |  |  |  |  |  |  |  |  |  |  |  |  |  |
|  |                                   |  |  |  |  |  |  |  |  |  |  |  |  |  |  |  |
|  | 3. Ливила                         |  |  |  |  |  |  |  |  |  |  |  |  |  |  |  |
|  |                                   |  |  |  |  |  |  |  |  |  |  |  |  |  |  |  |
|  |                                   |  |  |  |  |  |  |  |  |  |  |  |  |  |  |  |
|  | 14. Марко Антоније                |  |  |  |  |  |  |  |  |  |  |  |  |  |  |  |
|  |                                   |  |  |  |  |  |  |  |  |  |  |  |  |  |  |  |
|  |                                   |  |  |  |  |  |  |  |  |  |  |  |  |  |  |  |
|  | 7. Антонија Млађа                 |  |  |  |  |  |  |  |  |  |  |  |  |  |  |  |
|  |                                   |  |  |  |  |  |  |  |  |  |  |  |  |  |  |  |
|  |                                   |  |  |  |  |  |  |  |  |  |  |  |  |  |  |  |
|  | 15. Октавија                      |  |  |  |  |  |  |  |  |  |  |  |  |  |  |  |
|  |                                   |  |  |  |  |  |  |  |  |  |  |  |  |  |  |  |
|  |                                   |  |  |  |  |  |  |  |  |  |  |  |  |  |  |  |